# Helenowo (Mazovie)
Pour les articles homonymes, voir Helenowo.
Helenowo (prononciation : [xɛlɛˈnɔvɔ]) est un village polonais de la gmina de Szulborze Wielkie dans le powiat d'Ostrów Mazowiecka de la voïvodie de Mazovie dans le centre-est de la Pologne.

## Histoire
De 1975 à 1998, le village appartenait administrativement à la voïvodie de Łomża.